# Josh Blaylock
Joshua "Josh" Darton Blaylock (29 de marzo de 1990) es un actor estadounidense. Blaylock es conocido por su papel de BrianD en Video Game High School, el cual interpretó desde 2012 a 2014. Ha aparecido en No Country for Old Men y Warehouse 13. Blaylock también es actor de doblaje y ha prestado su voz a Jack Marston, hijo de John Marston, en el videojuego Red Dead Redemption.

## Vida personal
Blaylock creció en Lucas, Texas, antes de mudarse a Los Ángeles, California, en 2008 para perseguir una carrera en la actuación. Además de actuar, Blaylock es fotógrafo. Durante la producción de Video Game High School figuró en una edición de Allen Image, una revista local en Texas.
En febrero de 2019, Blaylock anunció el nacimiento de su hijo en Instagram.

## Filmografía
Su primer papel fue en un cortometraje en 2004. Desde ahí apareció en The Bernie Mac Show, No Country for Old Men, Video Game High School y otras series y películas.

### Videojuego
| Año  | Título                                | Papel        | Premios |
| ---- | ------------------------------------- | ------------ | --- |
| 2010 | Red Dead Redemption                   | Jack Marston | GameSpot Mejor del 2010: Mejor voz de doblaje, Mejor Juego de Acción/Aventura, Mejor Juego de PS3, Mejor Juego de Xbox 360, Juego del año. GameSpy Juego del año 2010: Mejor Juego de Acción y aventura 2010. Spike Video Game Awards 2010: Juego del año, Mejor juego original. 14° D.I.C.E. Awards: Juego de acción del año. 11° Game Developers Choice Awards: Juego del año. |
| 2010 | Red Dead Redemption: Undead Nightmare | Jack Marston | IGN Mejor de 2010 : Juego más gracioso (Xbox 360). Spike Video Game Awards 2010: Mejor DLC, Mejor juego de Zombis. |

### Web
| Año       | Título                 | Papel     | Notas              |
| --------- | ---------------------- | --------- | ------------------ |
| 2012      | Conan Intern Diaries   | Henrik    | 3 episodios        |
| 2012-2014 | Video Game High School | BrianD    | Papel principal    |
| 2015      | Spider                 | Josh      | Cortometraje       |
| 2016      | Freddie Wong: The Show | Bartender | Episode: "Tip Jar" |

### Televisión
| Año       | Título                  | Papel           | Notas                                                                             |
| --------- | ----------------------- | --------------- | --------------------------------------------------------------------------------- |
| 2005-2006 | The Bernie Mac Show     | Todd            | 3 episodios                                                                       |
| 2008      | Numbers                 | Mario           | Episodio: "Frienemies"                                                            |
| 2009      | Bones                   | Leo             | Episodio: "Fire in the Ice"                                                       |
| 2009      | American Experience     | Joven John Ross | Episodio: "We Shall Remain: Part III - Trail of Tears" (Documental de televisión) |
| 2013      | Warehouse 13            | Nick Powell     | 4 episodios                                                                       |
| 2014      | The Realms of Labyrinth | Invitado al té  | Episodio: "The Finer Things"                                                      |
| 2017      | The Long Road Home      | Packwood        | 8 episodios                                                                       |

### Películas
| Año  | Título                        | Papel              | Notas |
| ---- | ----------------------------- | ------------------ | --- |
| 2004 | Crossing the Trinity          |                    | Cortometraje |
| 2006 | Not Like Everyone Else        | Noah Taylor        | Película de televisión |
| 2007 | No Country for Old Men        | Chico en bicicleta | Academy Award for Best Picture, Critics' Choice Movie Award for Best Picture, Online Film Critics Society Award for Best Picture, Satellite Award for Best Film |
| 2009 | Love at First Hiccup          | Guy                | |
| 2010 | Shit Year                     | Not Marcus         | |
| 2011 | Carnal Innocence              | Cy Hatinger        | Película de televisión |
| 2011 | Firelight                     | Kieron             | Cortometraje |
| 2012 | 16-Love                       | Redbull            | |
| 2013 | Dean Slater: Resident Advisor | Douche             | |